# Коэн, Йоси
Йоси Коэн (ивр. יוסי כהן‎; род. 10 сентября 1961, Иерусалим) — двенадцатый директор службы внешней разведки Израиля «Моссад» с января 2016 по июнь 2021 года.

## Биография
Йоси Коэн родился и вырос в Иерусалиме в ортодоксальной религиозной еврейской семье. Его отец, Лео, представитель седьмого поколения израильтян и ветеран организации «Иргун», работал в банке «Мизрахи» и получил там должность старшего клерка. Мать Йоси Коэна была учительницей.
Работая в «Моссаде», Коэн поднялся по служебной лестнице до руководителя крупнейшего оперативного управления, затем стал заместителем директора при Тамире Пардо. Из-за конфликта между ними Коэн ушёл в отставку, но в 2013 году премьер-министр Биньямин Нетаньяху назначил его главой Совета национальной безопасности.
В январе 2016 года после окончания каденции Пардо Нетаньяху назначил Коэна директором «Моссада».
Коэна обвиняют в том, что он угрожал прокурору Международного уголовного суда Фату Бенсуде с целью принудить её отказаться от расследования военных преступлений Израиля. Согласно израильским источникам газеты The Guardian, целью Моссада было привлечь к сотрудничеству либо скомпрометировать Бенсуду, чтобы предотвратить угрозу уголовного преследования израильских военных. По свидетельству представителей МУС, Коэн говорил Бенсуде: «Вы должны помочь нам и позволить нам позаботиться о вас. Вы не должны ввязываться в дела, которые могут поставить под угрозу вашу безопасность или безопасность вашей семьи».
В июне 2023 года Йоси Коэн возглавил Фонд друзей Организации вдов и сирот погибших бойцов ЦАХАЛа.

## Семья
Йоси Коэн женат, у него четверо детей. Один из его сыновей, Йонатан, закончил службу в армии офицером подразделения «8200», несмотря на то, что с детства болен церебральным параличом.